# Toxorhina (Ceratocheilus) imperatrix
Toxorhina (Ceratocheilus) imperatrix is een tweevleugelige uit de familie steltmuggen (Limoniidae). De soort komt voor in het Australaziatisch gebied.